# Las Piedras

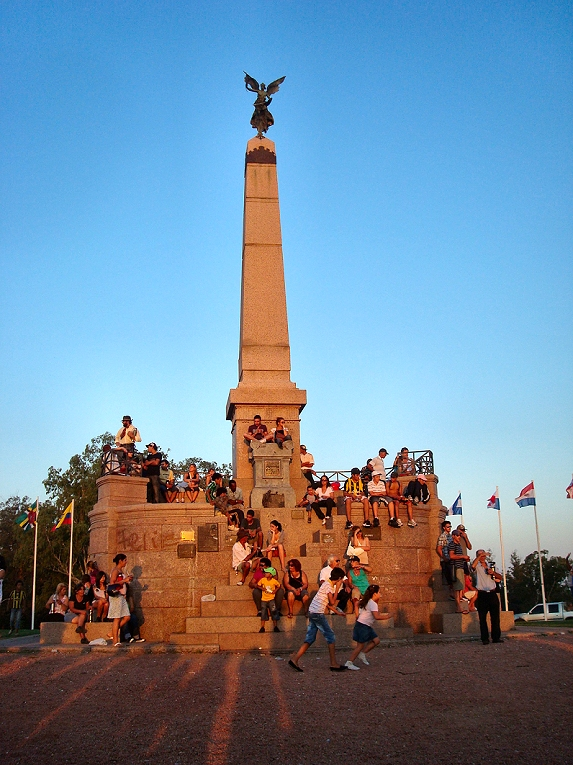
O Obelisco de Las Piedras, Canelones, Uruguai.

Las Piedras é uma cidade do Uruguai localizada no departamento de Canelones. 

## Geografia
A cidade localiza-se no sul do departamento de Canelones, sobre as costas do Arroio Canelones, limitando com a cidade de Montevidéu, capital uruguaia, estando na Zona metropolitana de Montevidéu. Segundo o censo de 2011, Las Piedras possui cerca de 71 mil habitantes.

## História
O processo de fundação da atual Las Piedras começou em um 8 de março de 1744, quando Luis de Sosa Mascareñas recebeu uma doação de um terreno de uma larga quadra. O primeiro nome da atual cidade foi San Isidro Labrador de Las Piedras e a partir de 1925 foi reconhecida como uma cidade. Seu nome tem origem por haver uma antiga zona de exploração de pedras. 
Na cidade existe um obelisco que comemora uma das vitórias mais importantes do exército de Artigas sobre as tropas espanholas. Em 18 de maio de 1811 o exército oriental derrotou as tropas espanholas com o comando de Gervasio Antonio Posadas na conhecida Batalha de Las Piedras.

## Bairros
Existem 11 bairros na cidade:
- Centro
- Obelisco
- Pueblo Nuevo
- Vila Foresti
- San Isidro
- Herten
- Pilarica
- Lenzi
- Razetti
- Santa Rita
- Zonas semi-rurais de Canelón Chico e El Colorado

## Esporte
No âmbito esportivo, a cidade se destaca pelo Club Atlético Juventud de Las Piedras, fundado em 1935, atualmente disputa a Primeira Divisão do  Campeonato Uruguaio de Futebol. Manda seus jogos no Estádio Parque Artigas, com capacidade para 15 mil pessoas. Em turfe conta com o Hipódromo  Las Piedras